# 2008년 하계 올림픽 몬테네그로 선수단
2008년 하계 올림픽 몬테네그로 선수단은 중화인민공화국 베이징에서 개최된 2008년 하계 올림픽에 참가한 올림픽 몬테네그로 선수단이다.
몬테네그로 국가대표팀은 세 종목에 참가하게 된다. 신생 참가국 몬테네그로는 복싱과 사격에 참가한다. 단일 종목 선수로 복서 밀로라드 가조비치가 복싱 헤비급 선수로 참가하며 니콜라 사라노빅 선수는 10m 공기소총과 50m에 참가한다. 팀경기로는 수구팀에 참가한다. 몬테네그로 수구 국가대표팀은 2007년 유럽 수구올림픽자격 토너먼트에서 1위를 차지한 바 있다.

## 복싱
- 밀로라드 가조비치는 복싱 헤비급 16강전에서 일리아스 파블리디스에게 3 : 7로 패해 8강전 진출에 실패했다.[2]

| 선수 이름         | 세부 종목 | 16강전                  | 8강전     | 4강전     | 결승전    |
| 선수 이름         | 세부 종목 | 상대                    | 상대      | 상대      | 상대      |
| 선수 이름         | 세부 종목 | 결과                    | 결과      | 결과      | 결과      |
| ----------------- | --------- | ----------------------- | --------- | --------- | --------- |
| 밀로라드 가조비치 | 헤비급    | 일리아스 파블리디스 3:7 | 진출 실패 | 진출 실패 | 진출 실패 |